# Telenet (Bélgica)

Telenet é maior empresa provedora de inernet Banda Larga de serviços de TV a cabo da Bélgica, a empresa foi fundada em 23 de Setembro de 1996 e  tem operações na Bélgica e Luxemburgo.
A Telenet oferece seu serviço residencial  de internet desde 1997 sob a marca Telenet Internet através da combinação de sua rede de banda larga por cabo, que passa cerca de 2,4 milhões de casas em Flandres e uma parte da região de Bruxelas. Seu principal concorrente na area de internet é a Belgacom, atua também nas areas de Hospedagem de Internet, Telefonia Fixa e Movil, Televisão a Cabo e Digital. Em Setembro de 2012 o grupo americano Liberty Global comprou 49,6% da empresa por cerca de US$ 2,5 Bilhões.